# Axoneem

Dwarsdoorsnede van een axoneem. 1-A en 1-B Tubuline dimeren 2. Centraalliggend paar in de centrale schede 3. Binnen- en buitenarm van dyneïne 4. Radiale spaak 5. Nexine 6. Plasmamembraan

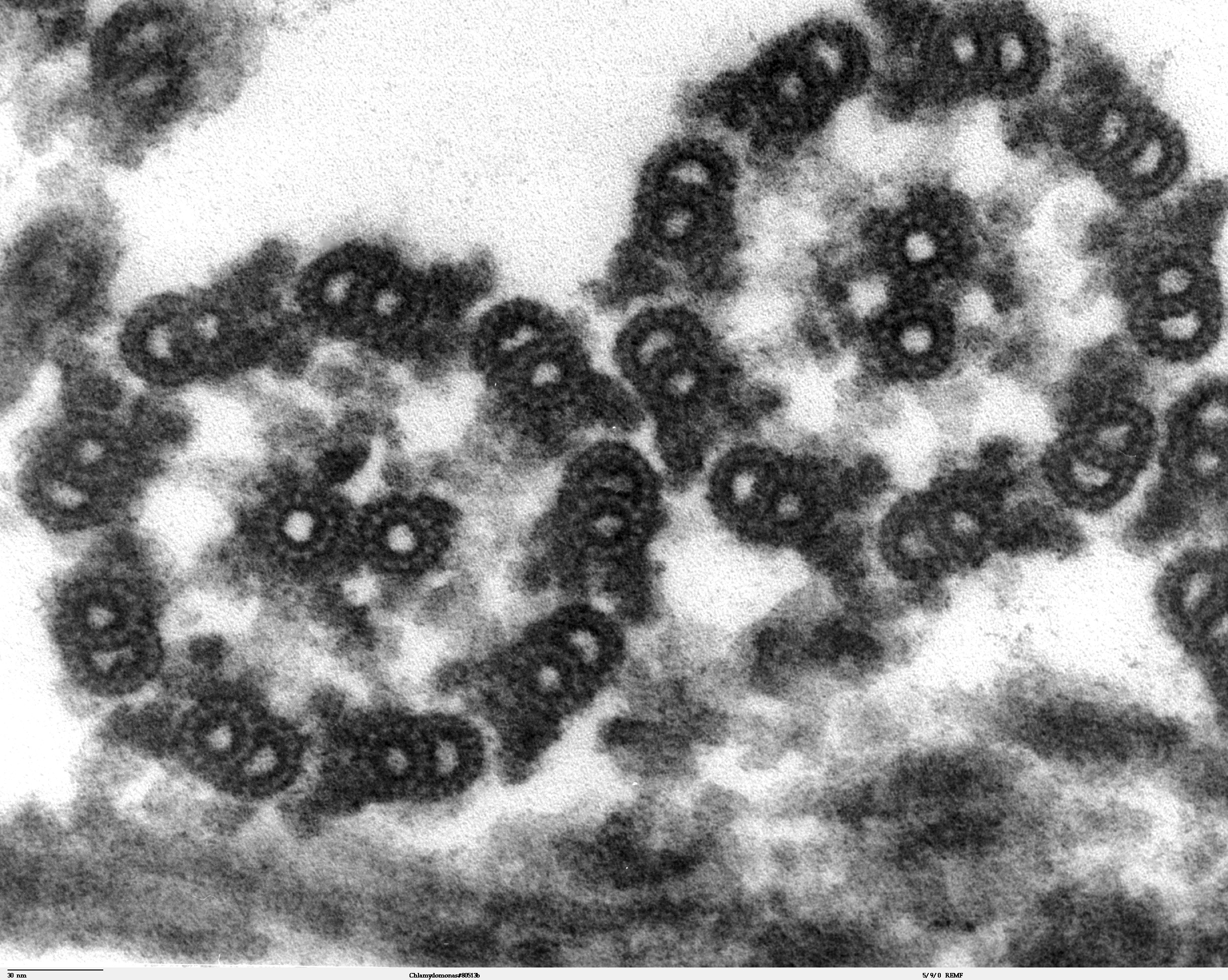
Microscoop-opname van een dwarsdoorsnede van axonemen bij Chlamydomonas (een groenwier)

Het axoneem is een structuur die uit microtubuli bestaat, die in het binnenste van eukaryotische trilharen voorkomt. Negen aan de rand zittende dubbele microtubuli (A- en B-tubuli met aan de binnen- en buitenkant zittende dyneïne-armen) omgeven twee enkelvoudige, centraal liggende microtubuli (9x2+2-structuur).
Door nexine kunnen de aan de rand zittende dubbele microtubuli ten opzichte van elkaar bewegen. Het is een eiwitachtige interne-dubbele verbinding tussen de microtubuli. Zonder nexine zou dyneïne de hele structuur afbreken.
Axonemen komen bijvoorbeeld voor in bewegende cilia en in zweepstaartjes van zaadcellen. Het motoreiwit van een axoneem is dyneïne.
De spaakdraden van een primair, niet mobiel zweepstaartje wordt ook een axoneem genoemd. Hierbij ontbreken echter het paar centraal liggende microtubuli (structuur dus 9x2+0) en het dyneïne.

Een eukaryotische trilhaar